# Хакбери (Тексас)
Хакбери (енгл. Hackberry) град је у америчкој савезној држави Тексас. По попису становништва из 2010. у њему је живело 968 становника.

## Демографија
Према попису становништва из 2010. у граду је живело 968 становника, што је 424 (77,9%) становника више него 2000. године.
| Група             | 2000.       | 2010.       |
| Белци             | 274 (50,4%) | 342 (35,3%) |
| Афроамериканци    | 8 (1,5%)    | 53 (5,5%)   |
| Азијати           | 6 (1,1%)    | 32 (3,3%)   |
| Хиспаноамериканци | 247 (45,4%) | 524 (54,1%) |
| Укупно            | 544         | 968         |